# Elezioni parlamentari in Sri Lanka del 2015
Le elezioni parlamentari in Sri Lanka del 2015 si tennero il 17 agosto per il rinnovo del Parlamento.

## Risultati
| Liste                                                                           | Voti       | %     | Seggi |
| ------------------------------------------------------------------------------- | ---------- | ----- | ----- |
| Fronte Nazionale Unito per il Buon Governo (Partito Nazionale Unito)            | 5 098 916  | 45,66 | 106   |
| Alleanza della Libertà del Popolo Unito (Partito della Libertà dello Sri Lanka) | 4 732 664  | 42,38 | 95    |
| Janatha Vimukthi Peramuna                                                       | 543 944    | 4,87  | 6     |
| Alleanza Nazionale Tamil (Illankai Tamil Arasu Kachchi)                         | 515 963    | 4,62  | 16    |
| Congresso Islamico dello Sri Lanka                                              | 44 193     | 0,40  | 1     |
| Partito Democratico del Popolo Ealam                                            | 33 481     | 0,30  | 1     |
| Congresso Makkal di Tutto il Ceylon                                             | 33 102     | 0,30  | –     |
| Partito Democratico                                                             | 28 587     | 0,26  | –     |
| Fronte Buddista del Popolo                                                      | 20 377     | 0,18  | –     |
| Fronte Nazionale Tamil del Popolo                                               | 18 644     | 0,17  | –     |
| Congresso dei Lavoratori del Ceylon                                             | 17 107     | 0,15  | –     |
| Partito Socialista                                                              | 7 349      | 0,07  | –     |
| Partito del Popolo Unito                                                        | 5 353      | 0,05  | –     |
| Indipendenti                                                                    | 42 828     | 0,38  | –     |
| Altri                                                                           | 24 467     | 0,22  | –     |
| Totale                                                                          | 11 166 975 | 100   | 225   |